# Ritratto di Maria Antonietta di Toscana
Il ritratto di Maria Antonietta di Toscana è un dipinto a olio su tela (187x171 cm) di Giuseppe Bezzuoli, datato 1836 e conservato nella Galleria d'Arte Moderna di Firenze.

## Storia
Maria Antonietta di Borbone, granduchessa di Toscana e seconda moglie di Leopoldo II, è qui raffigurata all'età di ventidue anni, all'apogeo della sua matronale e opulenta bellezza. Il dipinto, delicato e composto nelle forme, mostra la sovrana al centro della composizione, elegantemente vestita con un distinto abito di velluto nero e un ricco mantello di ermellino. Il collo greco e pesante è circondato da un doppio filo di perle; la piuma bianca posizionata tra i capelli mette in risalto la luminosità di questi ultimi e la rotondità del viso. Il braccio nudo e dalla pelle candida è evidenziato dal vestito scuro.
Sullo sfondo domina la città di Firenze con Palazzo Vecchio ben in vista. Il tramonto rosato e il cagnolino sono omaggi a Tiziano e a Van Dyck.

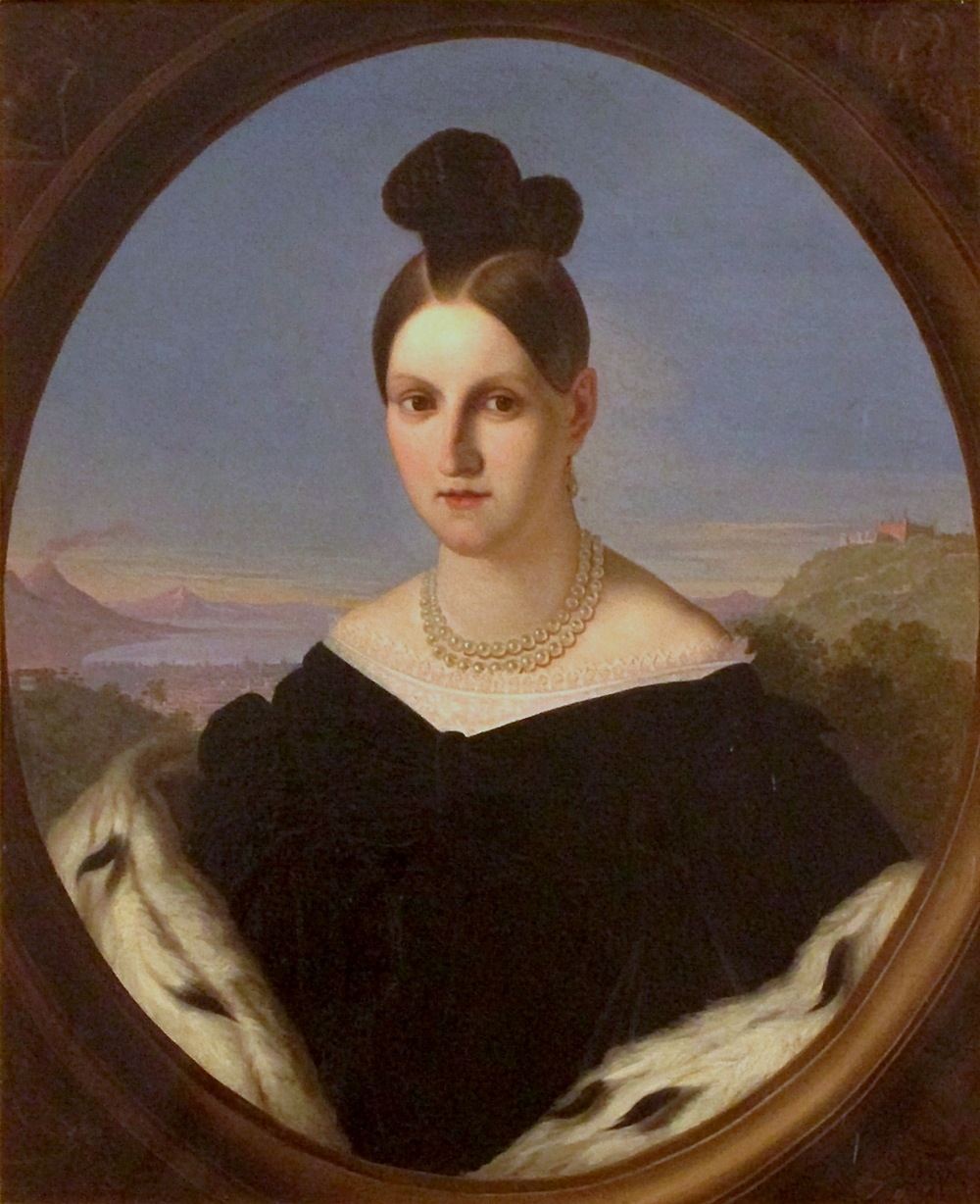
Maria Antonietta (1847)

Nella pittura e nell'uso del colore si ravvisa l'influenza del pittore francese Ingres ed è possibile trovare un'analogia stilistica con Francesco Hayez.
Del dipinto esiste anche una copia realizzata da un seguace del Bezzuoli e un'incisione di Paolo Toschi. 
Giuseppe Bezzuoli ebbe modo di dipingere più volte la granduchessa: dagli archivi risulta che nel 1847 gli fu commissionato un ritratto di Maria Antonietta destinato a suo fratello, Luigi di Borbone. L'opera, inviata a Napoli due anni dopo, risulta oggi dispersa, mentre la Galleria d'Arte Moderna di Firenze conserva una copia rimasta alla famiglia del Bezzuoli fino agli anni Sessanta del Novecento. Nel ritratto, però, vi è però un'inconcruenza nell'acconciatura, chiaramente riconducibile agli anni Trenta e non agli anni Quaranta dell'Ottocento. La storica dell'Arte Sandra Pinto ha ipotizzato che si possa spiegare la particolarità grazie alla frivolezza della granduchessa, ma vista l'aria seria e composta che mostra nei ritratti, è possibile che volesse semplicemente far pervenire al fratello un'immagine giovanile, che meglio potesse ricordare.